# 알베르토 모레이로
알베르토 모레이로 곤살레스(스페인어: Alberto Moleiro González, 2003년 9월 30일 ~ )는 스페인의 축구 선수이다. 그의 포지션은 윙어 또는 공격형 미드필더로, 현재 라리가의 비야레알에서 활약하고 있다.

## 클럽 경력
카나리아 제도, 산타크루스데테네리페에서 태어난 모레이로는 2018년에 CD 소브랄디요에서 라스팔마스 청소년 클럽으로 합류했다. 처음에는 후베닐 C 팀에 배정되었고, 이후 후베닐 B 팀과 후베닐 A 팀으로 승격되었다. 2019년 12월 15일, 4-1로 패한 코룩소 FC와의 세군다 디비시온 B 원정 경기에서 후반전에 교체 투입되어 리저브 팀 데뷔전을 치렀다.
모레이로는 2021년 8월 15일, 불과 17세의 나이로 1-1로 비긴 레알 바야돌리드와의 세군다 디비시온 홈경기에서 마이켈 메사와 교체되어 1군 데뷔전을 치렀다. 9월 11일, 그는 1-1로 비긴 UD 이비사와의 홈경기에서 동점골을 넣어 데뷔골을 기록했다.

## 국가대표팀 경력
모레이로는 2021년 9월, 멕시코와의 두 번의 친선 경기에서 스페인 U-19 축구 국가대표팀 일원으로 처음 출전했다. 11월 16일, 그는 6-0으로 이긴 아제르바이잔과의 경기에서 U-19 국가대표팀 데뷔골을 기록했다.

## 플레이스타일
라스팔마스 청소년 클럽을 졸업한 전 팀 동료 페드리와 자주 비교되기도 하지만, 모레이로는 종종 공격형 미드필더로서 더 발전된 역할을 한다. 작은 키임에도 불구하고, 그는 수직적인 움직임과 팀 동료들과 연계 능력, 그리고 슈팅 능력으로 찬사를 받고 있다.